# V型16気筒
V型16気筒（ブイがたじゅうろくきとう）とは、レシプロエンジン等のシリンダー配列形式のひとつ。16のシリンダーがV型に開かれ配置される。V16と略されることもある。

## 歴史

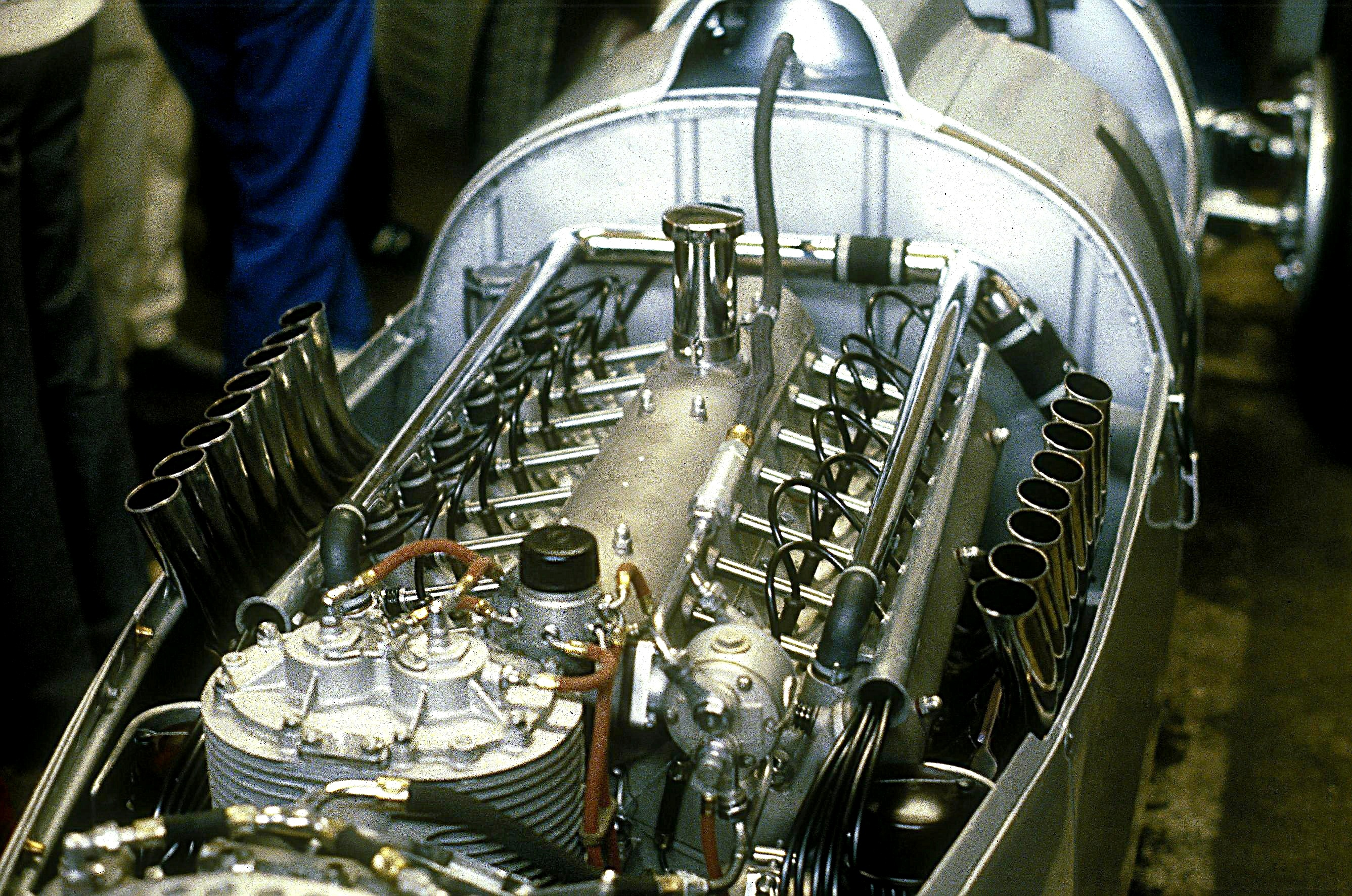
1936年式アウトウニオン・タイプCのV16エンジン

もともとはディーゼルエンジン向けに開発されたもので、船舶・航空機・鉄道車両などに採用されていた。
初めて乗用車向けのV型16気筒エンジンを開発したのはキャデラックである。7.4リッターの排気量で､最大出力は160馬力という性能だった。1930年に発表され、翌年に発売された「シリーズ452A」に搭載されている。
1934年には、フェルディナント・ポルシェがアウトウニオンのレーシングカー用に、バンク角45度の過給器付きエンジンを設計している。
かつてはフォーミュラ1カーのエンジンに採用されていたこともあった。
シリンダーブロックが巨大になるなど極端に実用性に欠けるため、市販車での搭載例は極めて少ない。

## 主な搭載車種
- キャデラック・シリーズ452A - 世界初のV16搭載車
- キャデラック・フリートウッド
- チゼータ・V16T
- ブガッティ・トゥールビヨン
- キャデラック・シックスティーン（英語版） - コンセプトカー
- ロールス・ロイス・100EX（英語版） - コンセプトカー
- デヴェル・シックスティーン
- BelAZ 75710
- アウトウニオン・タイプA

## 航空機用
- クライスラー・IV-2220

## 鉄道車両
- EMD 567系エンジン - モジュラー設計の2ストロークエンジンで、直6、直8、及びそれらをV型としたV12、V16がある。
- 国鉄DE50形ディーゼル機関車
- 国鉄DD54形ディーゼル機関車
- 西ドイツ国鉄V160形ディーゼル機関車
- 東ドイツ国鉄130形ディーゼル機関車（ドイツ語版） - 登場時の形式はV300形

## 船舶用
IHI原動機が海上保安庁の巡視艇向けに高速ディーゼルエンジンである16V20FX(出力4000kW)を生産している。